# Triumph des Willens
Triumph des Willens (tiếng Việt: Niềm tin chiến thắng) là một phim tài liệu tuyên truyền về Đại hội Đảng Quốc xã tại Nürnberg năm 1934 của đạo diễn Leni Riefenstahl. Trải qua nhiều biến động lịch sử, đến nay bộ phim vẫn được đánh giá là mẫu mực về nghệ thuật thiết kế cảnh quay trong điện ảnh.